# Scopula amataria
Scopula amataria är en fjärilsart som beskrevs av Eugen Wehrli 1927. Scopula amataria ingår i släktet Scopula och familjen mätare. Inga underarter finns listade.